# 벤틀리 컨티넨털 R

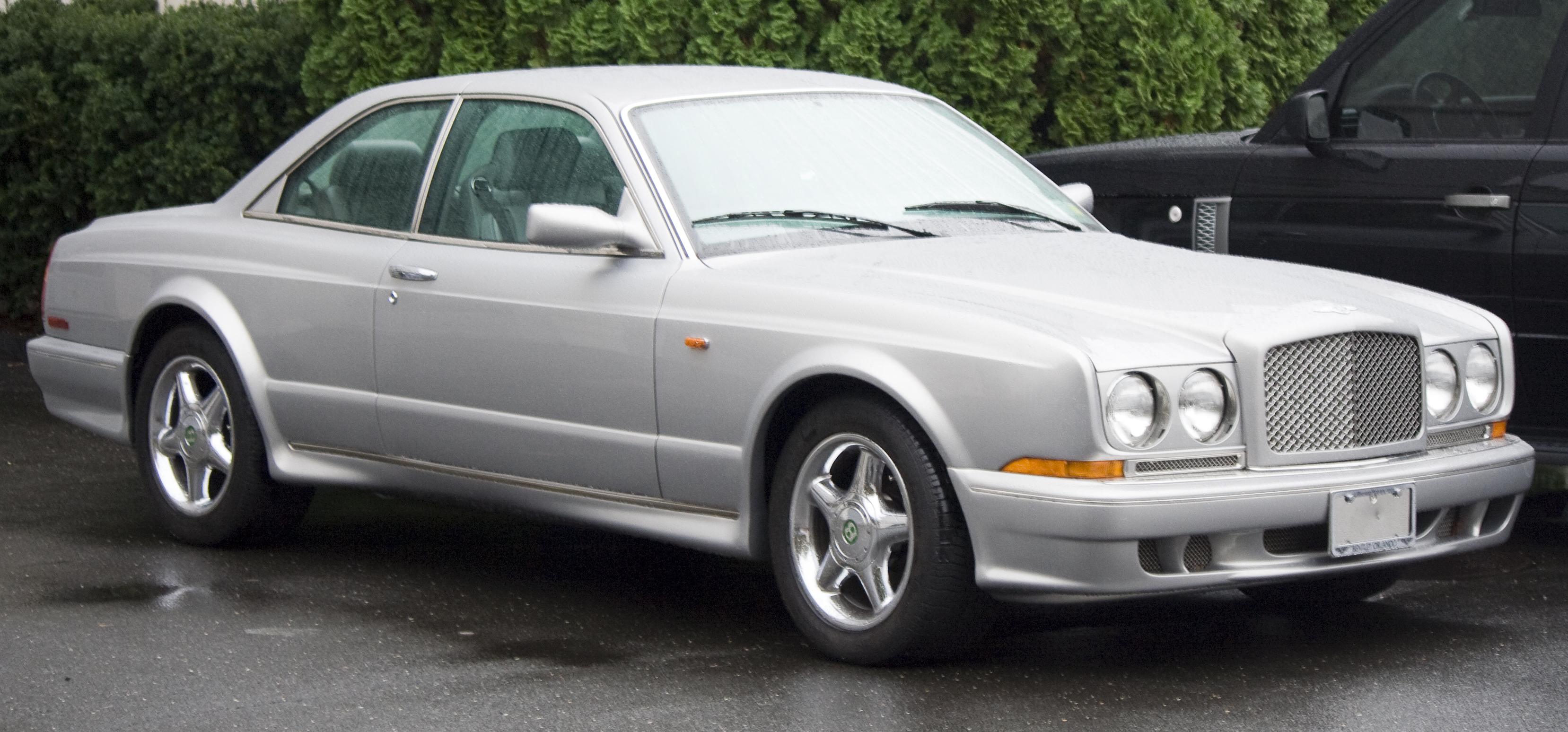

벤틀리 컨티넨털 R(Bentley Continental R)은 1991년부터 2003년까지 영국의 자동차 제조사 벤틀리 모터스가 제조한 럭셔리 쿠페이다. 1965 S3 컨티넨털 이후로 롤스로이스 모델과 바디를 공유하지 않는 최초의 벤틀리 모델이며 GM 4L80-E 트랜스미션을 사용한 최초의 모델이다. 컨티넨털 R은 현재까지 가장 빠르고 가장 비싸고 가장 강력한 벤틀리 자동차였다. 공개 당시 세계적으로 가장 비싼 생산용 차량이기도 했다. 컨버터블 파생판인 벤틀리 아주어가 1995년 시작했다.

## 생산 대수
- Continental R/S: 1,504
  - Continental R (1991–2002): 1,236
  - Continental S (1994–1995): 37
  - Continental R California Edition (1998): 6
  - Continental R (2000) Millennium Edition: 10
  - Continental R Mulliner (1999–2003): 131
  - Continental R 420 (2000–2003): 38
  - Continental R Le Mans (2001): 46
- Continental T: 350
  - Continental T (1996–2002): 322
  - Continental T Mulliner (1999): 23
  - Continental T Le Mans (2001): 5
  - Continental SC (1999): 73
  - Continental SC Mulliner (1999): 6